# François de Colombier
François de Colombier, né vers 1452 et mort avant le 17 mars 1509, est un ecclésiastique vaudois du XVe siècle.

## Biographie

### Origines
François de Colombier semble naître vers 1452. Il est le fils d'Humbert, seigneur de Vullierens, et de Nicolette de Duin. La famille de Colombier est issue de la « petite noblesse vaudoise du XIIIe siècle ».
Il est notamment le petit-fils de Guillaume de Colombier († 1451), qui a été notamment bailli de Vaud (1446-1447), au service de la maison de Savoie.

### Carrière
Il est mentionné comme chanoine de la cathédrale de Lausanne, en 1467.
Il entreprend des études de droit à l'université de Turin, entre 1468 et 1473, où il obtient son doctorat en droit. Il devient professeur à l'école de droit attachée à l'Église de Lausanne (1480),.
Il est le représentant du chapitre de Lausanne au Conseil de ville (1482). Quelques années plus tard, on le retrouve Protonotaire apostolique, il est attesté notamment dès 1486 et 1491.
En 1491, Philippe de Compey, doyen de Savoie, propose son nom pour succéder à Benoît de Montferrand, évêque de Lausanne et comte de Vaud, prince du Saint-Empire, qui est malade. Ce vœu semble accepter par l'assemblée. François de Colombier est proclamé élu, mais le Saint-Siège ne ratifie pas le vote,. Lors de la mort de Benoît de Montferrand, c'est le candidat de la maison de Savoie, Aymon de Montfalcon, qui obtient le siège.
En 1496, François de Colombier devient vicaire général (1496-1498). Il est élu chantre de la cathédrale de Lausanne, pour les années 1497 et 1498 (et « non pas prévôt, comme on l'a dit par erreur », souligne Reymond).  
Il cumul pour cette période les « bénéfices curiaux de Saint-Symphorien de Chexbres (1493) et de Vuillerens (1501) ». 
Il semble avoir cessé d'appartenir au chapitre de la cathédrale en cette fin de décennie (1498), selon Reymond, qui rapporte qu'il est « qualifié d'ancien chanoine le 30 novembre 1504. »
Le pape Alexandre VI le désigne pour prendre la charge d'abbé d'Hautecombe en 1498. Il résigne vers 1505 en faveur de son neveu, Claude d'Estavayer.
Il devient abbé de Montheron, entre d'octobre 1506 et octobre 1508,. Montheron se trouve être un fief de la famille de Colombier. Le pape Jules II l'autorise à devenir abbé effectif, le 23 avril 1506, et à en revêtir les insignes,.
François de Colombier meurt avant 17 mars 1509.
À a mort, le nouvel abbé de Montheron réclame à son frère, noble Jaques de Colombier, seigneur de Bussy, un trésor que François de Colombier aurait subtilisé, et en appel au duc de Savoie. La fin de la procédure ne semble pas connue.